# Les Houches
Les Houches este o comună în departamentul Haute-Savoie din sud-estul Franței. În 2009 avea o populație de 3.052 de locuitori.

## Evoluția populației
| An        | 1975  | 1982  | 1990  | 1999  | 2006  | 2009  |
| --------- | ----- | ----- | ----- | ----- | ----- | ----- |
| Populație | 1.474 | 1.766 | 1.947 | 2.706 | 3.037 | 3.052 |